# 卡塞勒戰役 (1328年)
卡塞勒戰役發生於1328年8月23日，是法國王室討伐叛軍的一場戰役，戰鬥地點位於現今的卡塞勒市附近發生。腓力六世率領的法國軍隊與尼古拉·赞尼金率領的起義軍作戰。
這場戰役是法國軍隊的決定性勝利，約有3,200名法蘭德斯叛軍在戰鬥中喪生，法蘭德斯伯國也在之後重新交還給法蘭德斯伯爵。

## 註腳
1. ↑  Jan Frans Verbruggen. . Boydell & Brewer. 2002: 269  [15 May 2013]. ISBN 978-0-85115-888-4. （原始内容存档于2022-02-02）.
2. 1 2 3  Kelly DeVries, Infantry Warfare in the Early Fourteenth Century, (The Boydell Press, 1996), 102.
3. ↑  Verbruggen 1997，第167頁.